# Branca de Évreux
Branca de Évreux, também conhecida como Branca de Navarra (1333 – Neaufles-Saint-Martin, 5 de outubro de 1398), foi rainha consorte da França, sendo a segunda esposa de Filipe VI.